# Myiarchus panamensis
El copetón panameño (Myiarchus panamensis), también denominado atrapamoscas panameño (en Colombia), copetón colipardo (en Costa Rica), atrapamoscas de Panamá (en Ecuador y Venezuela) o atrapamoscas garrochero copetón (en Venezuela), es una especie de ave paseriforme de la familia Tyrannidae, perteneciente al numeroso género Myiarchus. Es nativa del este de América Central y noroeste de América del Sur.

## Distribución y hábitat
Se distribuye desde el oeste de Costa Rica, por Panamá, norte, oeste y centro de Colombia, hacia el este hasta el oeste de Venezuela y hacia el sur hasta el extremo noroeste de Ecuador.
Esta especie es considerada poco común en sus hábitats naturales, los bordes y clareras de bosques secos subtropicales o tropicales, de bosques húmedos de tierras bajas subtropicales o tropicales, manglares, matorrales secos y bosques secundarios, hasta los 600 m de altitud. No se encuentra amenazado, siendo calificado como preocupación menor.

## Sistemática

### Descripción original
La especie M. panamensis fue descrita por primera vez por el ornitólogo estadounidense George Newbold Lawrence en 1861 bajo el mismo nombre científico; su localidad tipo es: «pendiente del Atlántico de la Zona del Canal, en el Ferrocarril de Panamá, istmo de Panamá».

### Etimología
El nombre genérico masculino «Myiarchus» se compone de las palabras del griego «μυια muia, μυιας muias» que significa ‘mosca’, y «αρχος arkhos» que significa ‘jefe’; y el nombre de la especie «panamensis», se refiere a la localidad tipo: Panamá.

### Taxonomía
Anteriormente fue tratado como conespecífica con Myiarchus ferox, pero ambas difieren en la vocalización y cada una no responde a la voz de la otra en «playback»; de la misma forma, se la separa de Myiarchus venezuelensis con base en la simpatría de ambas en el extremo noroeste de Venezuela (cerca de Cerro Alto del Cedro) y en el norte de Colombia (Cansoma, en Bolívar). Los análisis genéticos y morfológicos indican un parentesco cercano con estas dos especies y con Myiarchus phaeocephalus, pero las relaciones precisas no son claras. Serían necesarios estudios ecológicos y genéticos en las zonas de parapatría y simpatría y un reexámen de las zonas de distribución de estos taxones, especialmente en el sur y este del lago Maracaibo (oeste de Venezuela).

### Subespecies
Según las clasificaciones del Congreso Ornitológico Internacional (IOC) y Clements Checklist/eBird se reconocen dos subespecies, con su correspondiente distribución geográfica:
- Myiarchus panamensis actiosus Ridgway, 1906 – costas del Pacífico de Costa Rica (golfo de Nicoya hacia el sur hasta el punto norte de la península de Osa).
- Myiarchus panamensis panamensis Lawrence, 1861 – extremo suroeste de Costa Rica (Rincón de Osa, Puerto Jiménez), Panamá (pendiente caribeña en Bocas del Toro y desde el norte de Coclé al este hasta  San Blas, tierras bajas y estribaciones en la costa del Pacífico, también en las islas Pearl, Coiba, Taboga y otras menores), norte y oeste de Colombia (al este hasta la península Guajira, al sur hasta Tumaco, en el sureoste de Nariño, bajo valle del Cauca y alto valle del Magdalena al menos hasta Neiva y Villavieja) y en la región del lago Maracaibo en el oeste de Venezuela; también registros reciente en el noroeste de Ecuador  (norte de Esmeraldas).